# Конотопский городской краеведческий музей имени А. М. Лазаревского
Конотопский городской краеведческий музей имени А. М. Лазаревского (укр. Конотопський міський краєзнавчий музей імені О. М. Лазаревського) — государственный музей в городе Конотоп Сумской области Украины.

## История
В 1900 году под руководством историка А. М. Лазаревского в здании уездного земства был открыт музей (изначально занимавший одну комнату, но в дальнейшем увеличенный).
В 1929 году под размещение музея была выделена часть здания Троицкой церкви Успения Пресвятой Богородицы.
В 1934 году музей получил статус историко-краеведческого музея.
В марте 1973 года музей был переведён в новое одноэтажное здание (в котором располагается до сих пор).

## Современное состояние
Филиалами музея являются открытая в 2007 году музей-усадьба М. И. Драгомирова и открытый в 2008 году Конотопский музей авиации.